# Høstutstillingen
Høstutstillingen (deutsch: „Die Herbstausstellung“), auch Statens Kunstutstilling (Staatliche Kunstausstellung) genannt, ist die größte jährliche Ausstellung zeitgenössischer Kunst und die meistbesuchte Kunstausstellung in Norwegen. Sie findet im September und Oktober im Kunstnernes Hus (Künstlerhaus) in Oslo statt. Sie wird von der Künstlervereinigung Norske Billedkunstnere veranstaltet, wobei eine unabhängige sechsköpfige Jury (Den Nasjonale Jury) aus den rund 2000 eingereichten Kunstwerken ungefähr 100 für die Ausstellung auswählt.
„Das Ausstellungskonzept ist offen, ohne Thema und basiert auf freier Einreichung, auch von Künstlern ohne Ausbildung. Die Herbstausstellung ist eine Verkaufsausstellung, und die Kunstwerke sollten neueren Datums sein.“ Es soll ein „Querschnitt“, also eine repräsentative Auswahl der norwegischen bildenden Kunst gezeigt werden. Seit der ersten Ausstellung 1882 werden Werke der Malerei, Grafik und Bildhauerkunst ausgestellt. Im 20. Jahrhundert wurde das Angebot erweitert um Textilkunst (seit 1957), Fotografie (1971), Videokunst (1978) und Performance (1984).

## Organisation

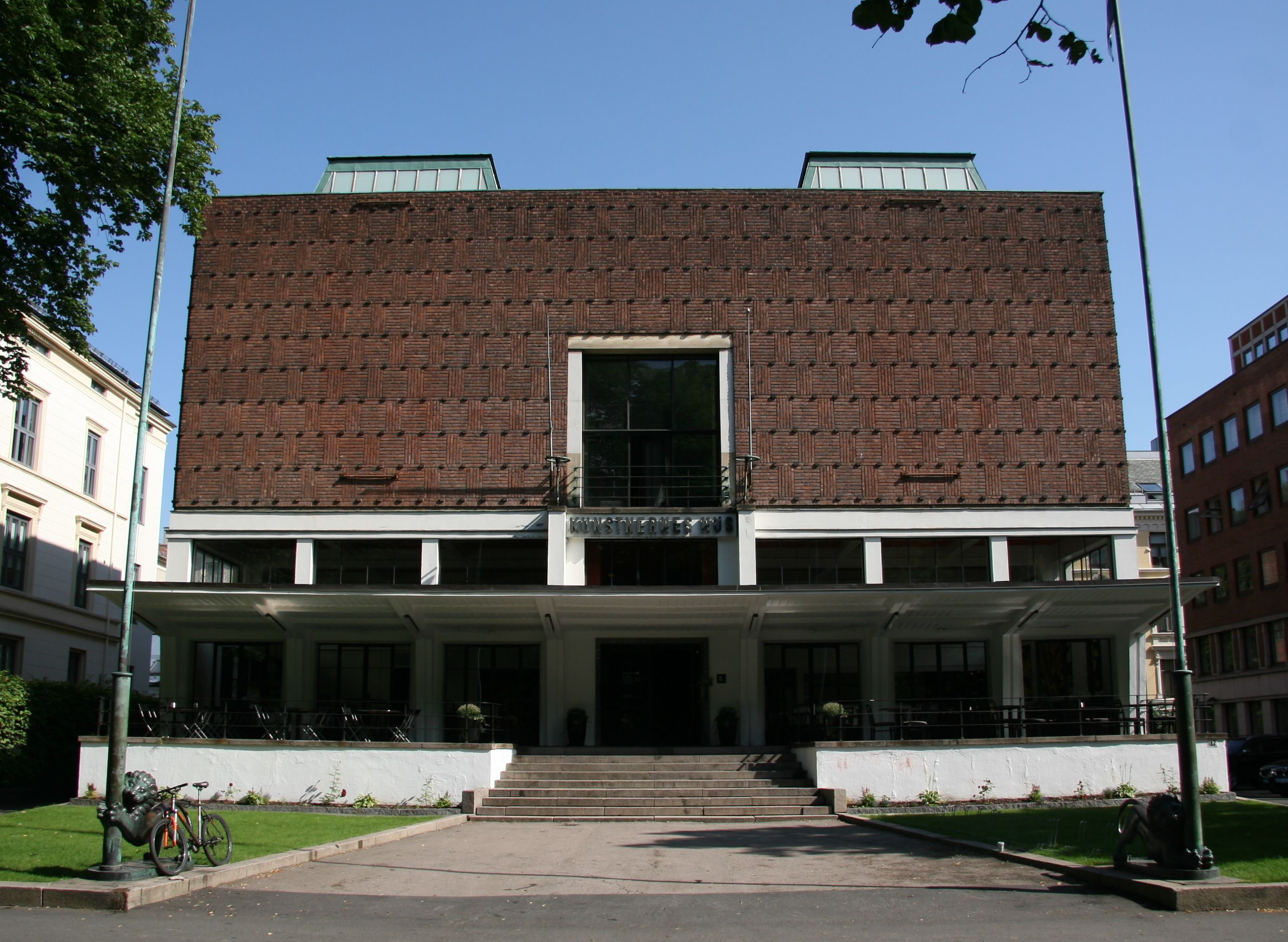
Kunstnernes Hus, Ausstellungshaus seit 1930

### Einreichungen
Werke für die Ausstellung können von allen in Norwegen lebenden Künstlern oder im Ausland lebenden norwegischen Künstlern oder von Künstlern „mit anderen Verbindungen zu Norwegen“ eingereicht werden. Eine Mitgliedschaft bei Norske Billedkunstnere (NBK) oder bei anderen Künstlervereinigungen ist nicht erforderlich; ebenfalls nicht eine künstlerische Ausbildung. Jeder Bewerber kann bis zu drei Werke einreichen. Auch Bewerbungen im Namen und als Vertreter einer Gruppe sind möglich. Erben verstorbener Künstler können sich innerhalb von zwei Jahren nach dem Tod des Künstlers bewerben. „Die Ausstellung sollte vorzugsweise neue Werke zeigen, d. h. Werke, die in den letzten zwei Jahren fertig gestellt wurden.“

### Auswahl
Den Nasjonale Jury (DNJ) trägt „die künstlerische Verantwortung für die Ausstellung. Die künstlerischen Entscheidungen der Jury sind nicht zu rechtfertigen und können nicht überstimmt werden.“ Seit der ersten Ausstellung 1882 bestand die Jury immer aus Künstlern;  Mitgliederzahl und Funktionsperiode wurden über die Jahre mehrfach geändert. Seit 1980 wird die Jury von den Mitgliedern der NBK mit Stimmenmehrheit für einen Zeitraum von zwei Jahren gewählt. Die Jurymitglieder (Vorsitzender, Stellvertreter, vier weitere Mitglieder) müssen jedoch nicht Mitglieder der NBK sein.

### Preise
Im Zusammenhang mit der Herbstausstellung werden verschiedene Preise vergeben.

#### Bildende Kunstneres Hjelpefonds Høstutstillingspris
Dotiert mit 200.000 NOK. Wird seit 2014 „an den Künstler vergeben, der mit dem Werk an der Herbstausstellung teilnimmt, das die Jury für am bedeutendsten hält.“

#### Norske Kunstforeningers debutantpris
Dotiert mit 50.000 NOK. Gestiftet vom Verband der norwegischen Kunstorganisationen. Der Preis geht an den besten Debütanten.

#### Norske Grafikeres Fonds grafikkpris
Dotiert mit 50.000 NOK. Gestiftet vom Berufsverband der norwegischen Grafiker. Wird seit 2015 an einen Künstler verliehen, „der sich im Medium der Grafik auszeichnet.“

#### Den franske pris
Der Französische Preis wird seit 1999 vom Institut français de Norvège und dem Institut français de Paris verliehen, aber nur in jedem ungeraden Kalenderjahr. „Der Preis besteht aus einem dreimonatigen Aufenthalt in Paris, bei dem der Künstler die Möglichkeit hat, sein Kunstprojekt weiterzuentwickeln und mit Fachleuten aus diesem Bereich zusammenzukommen.“

### Schülerprogramm
Das mehrjährige Projekt Kunstkringkastingen (Kunst-Sendungen) richtet sich an Schüler der norwegischen Grundschule, also an 6- bis 16-Jährige. Ausgewählte Grundschulklassen werden kostenlos und über mehrere Jahre hinweg künstlerisch begleitet, und zwar während der Herbstaustellung selbst, durch Seminare, Workshops und Künstlertreffen in den Schulen sowie durch die Bereitstellung von Unterrichtsmaterialien. Das 2019 gestartete Projekt wird durch die Sparebankstiftelsen DNB finanziert.

## Geschichte

### Gründung

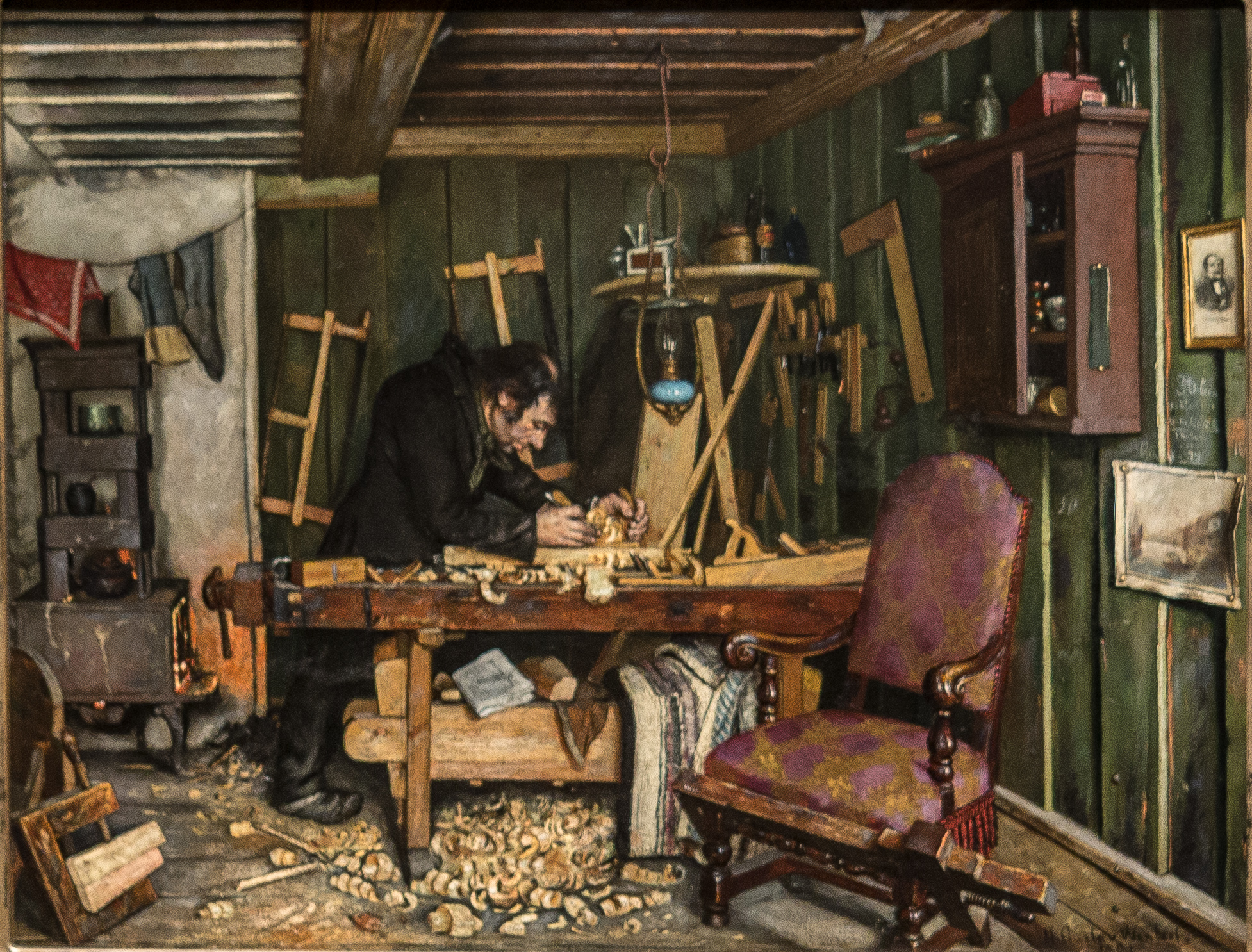
Gustav Wentzels Snekkerverksted von 1881 veranlasste die Gründung der Høstutstillingen

Im Jahre 1881 reichte Gustav Wentzel sein Gemälde Et snekkerverksted (Eine Schreinerei) für eine Ausstellung in der Christiania Kunstforening ein, das wegen seines naturalistischen Stils von der Jury nicht akzeptiert wurde. „Das Motiv eines buckligen Schreiners in einer schmutzigen Werkstatt war in den prunkvollen Salons der Herren besonders unpassend.“ Wetzels Künstlerkollegen Christian Krohg, Frits Thaulow und Erik Werenskiold kritisierten die Entscheidung und sprachen dem Vorstand der Kunstforening, der von „Bürgern und Beamten“ dominiert wurde, künstlerischen Sachverstand ab.
In der Folge boykottierten zahlreiche Künstler die Kunstforening und organisierten ihre eigene Ausstellung. „Inspiriert und angeregt durch französische Salonausstellungen erkannten sie, dass sie selbst am besten geeignet waren, Kunst zu beurteilen und zu jurieren. Mit der Realisierung einer eigenen, von Künstlern jurierten Ausstellung wollten sie das Ankaufs- und Verbreitungsmonopol der Kunstvereine durchbrechen.“
Am 14. November 1882 wurde die erste Herbstausstellung eröffnet. Im Gebäude des Norwegischen Studentenvereins (Det Norske Studentersamfund) in der Universitetsgata 26 zeigten 25 Künstler sechzig Gemälde, sechs Radierungen, drei Zeichnungen und zwei Statuetten. Auch Wentzel war vertreten, mit seinem ersten großen Interieurgemälde Frokost I (Frühstück I). Bereits im Folgejahr 1883 debütierte Edvard Munch mit seinem Werk Paa Morgenkvisten (Am Morgen), das die neue Ausstellung zum ersten Mal in eine Zeitungspolemik verwickelte.
1884 wurde die Høstutstillingen offiziell zur Statens Kunstutstilling und erhielt in der Folge staatliche Unterstützungen. Der Zuschuss im ersten Jahr betrug 3.000 NOK.

### Erfolge und Differenzen
1885 fand die Ausstellung zum ersten Mal in den Räumen der Nasjonalgalleriet (Nationalgalerie) statt. Erik Werenskiolds Begräbnis auf dem Land verhalf dem Naturalismus zum Durchbruch und wurde nach der Ausstellung von der Nationalgalerie angekauft.
Auf der Ausstellung 1886, die auch in Bergen gezeigt wurde, provozierte Das kranke Kind von Edvard Munch nicht nur die Kunstkritik, sondern auch etliche Künstlerkollegen. „Munch wurde vorgeworfen, ein unfertiges Gemälde zu zeigen und sich über das Publikum lustig zu machen.“ „Mit diesem Gemälde wurde der Expressionismus in die Weltkunst eingeführt.“
1887 führten die ästhetischen Differenzen in der Künstlervereinigung erstmals zu einer Frühlingsausstellung als Gegenveranstaltung zur Herbstausstellung. Diese wurde von Christian Krohg prompt als „Dilettanten-Ausstellung der Falschen Mundharmonika“ diffamiert. 1921 kam es zum letzten Mal zu einer Gegenausstellung im Frühling, die von der damals neu gegründeten Künstlervereinigung Unge Kunstneres Samfunn (UKS) organisiert wurde.
In der Ausstellung 1894 stachen die Werke der Neoromantik hervor: Aftenglød (Abendglühen) von Harald Sohlberg und Lørdagskvæld (Samstagnacht) von Halfdan Egedius. 1903 stellte Gustav Vigeland mit Henrik Ibsen eine seiner ersten Porträtbüsten aus. 1909 erregten die Matisse-Schüler mit ihren kräftigen Farben Aufsehen: „Es gab einen Aufruhr und der Begriff Galimathias bekam eine neue Bedeutung.“

### Umzug ins Künstlerhaus

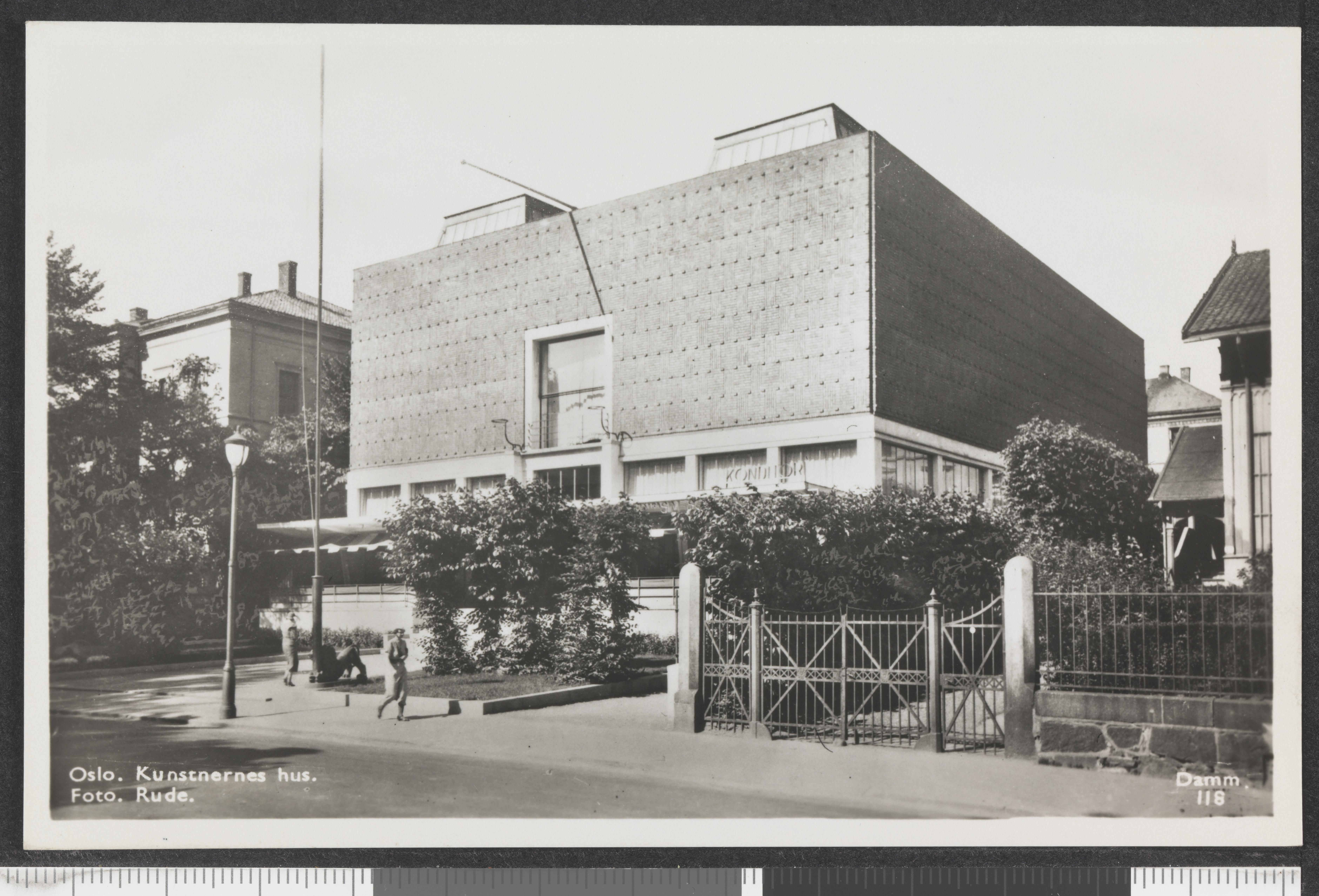
Kunstnernes Hus (Foto Ernest Rude, circa 1934)

1930 erhielt die Herbstausstellung „endlich ein festes Dach über dem Kopf“. Das bereits 1887 als Bedürfnis empfundene Kunstnernes Hus war in dreijähriger Bauzeit auf Wergelandsveien 17–19 fertiggestellt worden und wurde in Anwesenheit von König Haakon eröffnet. Das von Gudolf Blakstad und Herman Munthe-Kaas entworfene Projekt Felix gestaltete das Künstlerhaus „in einer Mischung aus Neoklassizismus und Funktionalismus.“
In den 1930er Jahren gab der Surrealismus wiederholt Anlass für Polemiken und Proteste; 1937 wurden alle Werke dieser Richtung von der Jury abgelehnt.
Nach der Besetzung Norwegens durch deutsche Truppen wurde die Herbstausstellung 1941 abgesagt, und am 1. April 1942 wurde das Kunstnernes Hus von der Wehrmacht beschlagnahmt. „Das Haus war eine uneinnehmbare Festung, umgeben von Stacheldrahtzäunen, und die oberen Räume wurden als Waffen- und Kommissionslager genutzt. […] 1945, als das Haus wiedereröffnet wurde, berichteten die Zeitungen von Schützengräben vor dem Haus, zerbrochenen Glasscheiben, einem großen Loch in der Grundmauer, das zum Keller führte, und Einschusslöchern in der Wand.“
Mehr als sechs Monate nach der deutschen Kapitulation, am 22. November 1945, wurde das Haus „nach einer groß angelegten Säuberungsaktion, bei der deutsche Kriegsgefangene als Helfer eingesetzt wurden, wiedereröffnet.“ Die Frigjøringsutstillingen (Befreiungsausstellung), die bis zum 13. Januar 1946 dauerte, war bei den Künstlern auf „überwältigende Resonanz“ gestoßen (mehr als 2000 Bewerbungen lagen vor) und die Werke, die in der eigentlichen Galerie nicht mehr Platz fanden, wurden im gesamten Haus verteilt. Auch der Publikumsandrang war groß, wie das Arbeiderbladet am Eröffnungstag berichtete: „Der Zustrom der Besucher war in diesem Jahr enorm, und es war nicht leicht, durch das Nadelöhr zu kommen.“ Friheten war noch euphorischer: „Frühling im Herbst – das ist der Eindruck, den man bekommt, wenn man die Treppe zu den Flügeltüren des großen Hauses hinaufgeht, das die Künstler gebaut haben, nachdem es fünf lange Jahre lang abgebaut wurde und das Land unter dem Eis lag.“

### Nachkriegsentwicklung

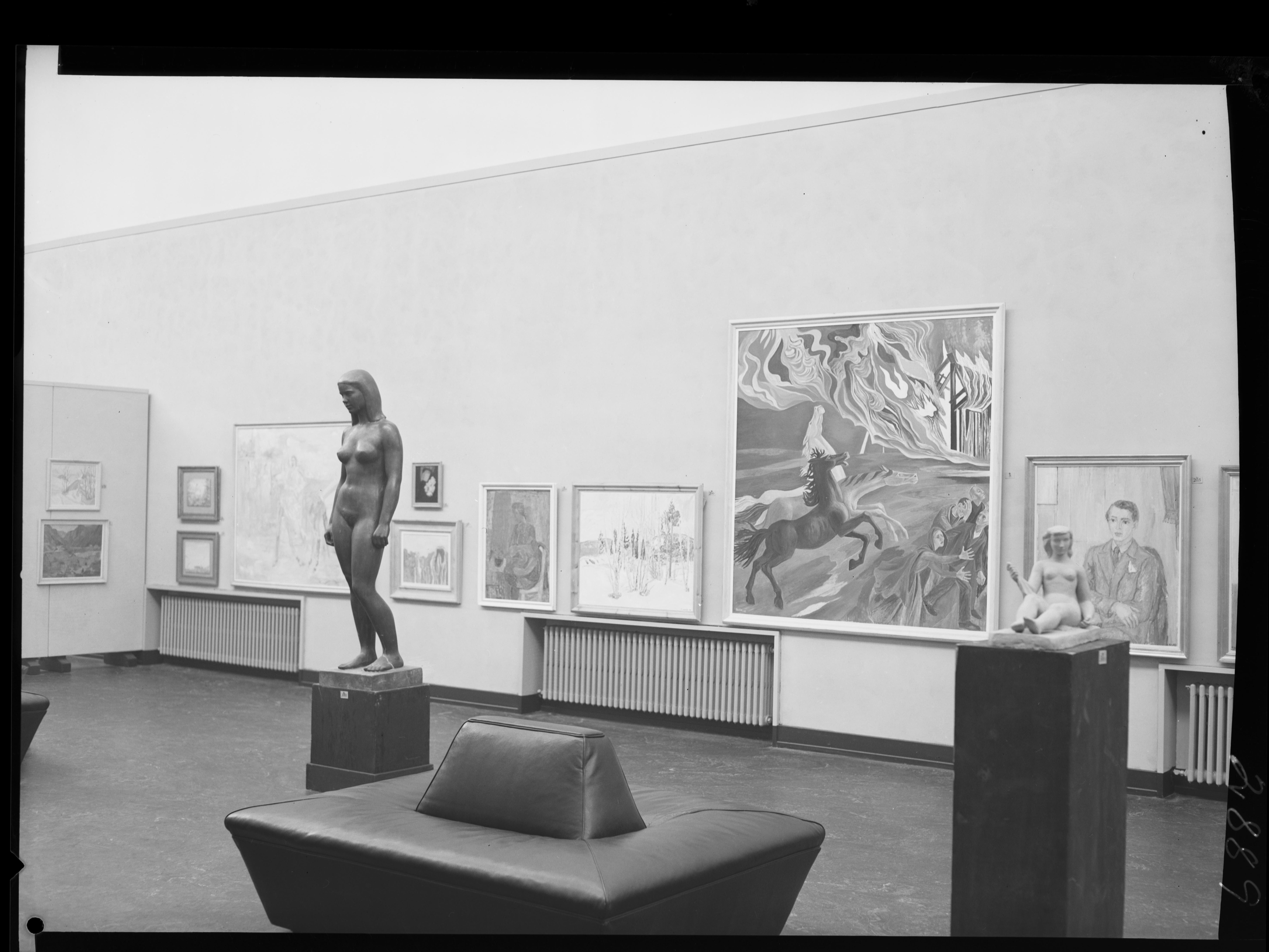
Høstutstillingen 1945. Im Zentrum: Reidar Aulies Großformat Ulykkesnatten (Die Nacht des Unfalls)

1956 wurden Aase Texmon Ryghs Dans (Tanz) und Kvinne (Frau) ausgestellt, als erste nicht-figurative Skulpturen, die in Norwegen öffentlich gezeigt wurden. Die Herbstausstellung 1960 wurde vom Modernismus dominiert (Knut Rumohr, Odd Tandberg, Inter Sitter, Lars Tiller.) 1981 protestierte Odd Nerdrum gegen die Ablehnung seines Gemäldes Skumring (Dämmerung), die laut Jury „aufgrund von Schwächen in der technischen Ausführung und nicht wegen des umstrittenen Motivs“ erfolgte.
1995 ging die Herbstausstellung als erste Kunstausstellung Norwegens online und erfuhr mit 60.000 Besuchern den bisherigen Publikumsrekord. In den Folgejahren wurde der Jury „mangelnde künstlerische Autorität und Unsichtbarkeit vorgeworfen“, worauf sie 1999 von 18 auf 6 Mitglieder reduziert wurde. 2001 musste die Jury erneut herbe Kritik einstecken, nachdem sie bewusst die bisher kleinste Ausstellung mit nur 51 Werken von 21 Künstlern ausgerichtet hatte. „Wir haben die erste Herbstausstellung mit einem Gesamteindruck geschaffen“, sagte der Juryvorsitzende Svein Rønning.
Seit 2012 vertreten die sechs Jurymitglieder nicht mehr jeweils eine Disziplin, sondern werden ohne Rücksicht auf ihr Fachgebiet gewählt. Ihre Arbeit soll „interdisziplinär“ erfolgen und „eine größtmögliche Verbreitung und kulturelle Vielfalt“ fördern.

## Statistik
(Quellen: )
| Jahr | Künstler | Werke | Debütanten | Bewerbungen | Besucher |
| ---- | -------- | ----- | ---------- | ----------- | -------- |
| 1882 | 025      | 071   |            |             |          |
| 1886 |          | 207   |            |             |          |
| 1945 | 272      | 253   | 049        | > 2.000     |          |
| 1978 |          | 604   | 119        |             |          |
| 1987 |          | 494   |            |             |          |
| 1995 |          |       |            |             | 60.000   |
| 2001 | 021      | 051   |            |             |          |
| 2004 |          |       |            |             | 31.533   |
| 2016 |          |       |            | 2.545       |          |
| 2017 | 088      | 119   | 042        |             |          |
| 2018 |          | 110   |            | 1.919       |          |
| 2019 |          |       |            |             | 22.000   |

Obwohl die erste Høstutstillingen 1882 stattfand, wurde sie erst ab 1884 als Statens kunstutstilling bezeichnet. Ab 1884 fand sie jährlich statt – mit Ausnahme der Kriegsjahre 1941–1944. Die Høstutstillingen 2025 ist also zugleich Statens 138. kunstutstilling.